# Marie Bertholdt
Marie Bertholdt (* 26. März 1995 in Starnberg) ist eine US-amerikanisch-deutsche Basketballspielerin.

## Laufbahn
Bertholdts Mutter Stephanie Pfeiffer war Basketballnationalspielerin, Vater Jörg Bertholdt spielte für die Volleyballnationalmannschaft der BRD. Sie wuchs in den Vereinigten Staaten auf, wohin die Familie ausgewandert war und der Vater im EDV-Bereich beruflich tätig wurde. Bertholdt spielte Basketball an der Alameda High School im Bundesstaat Kalifornien sowie anschließend von 2013 bis 2017 an der Santa Clara University, während sie Vermarktungswesen studierte. Die 1,83 Meter messende Flügel- und Innenspielerin erzielte in den Spieljahren 2015/16 und 2016/17 jeweils 11,3 Punkte je Begegnung für Santa Clara.
In der Sommerpause 2017 wurde sie vom deutschen Bundesligisten BC Marburg verpflichtet. Sie zog mit den Hessinnen 2018 ins Endspiel des europäischen Vereinswettbewerbs CEWL ein, unterlag dort aber dem rumänischen Vertreter CSM Satu Mare. Bertholdt, die in Marburg zur Spielführerin aufstieg, bestritt im November 2017 in der Europameisterschaftsausscheidung ihr erstes A-Länderspiel für Deutschland. Im November 2019 zog sich Bertholdt einen Kreuzbandriss im linken Knie zu.
2023 wechselte sie innerhalb der Bundesliga aus Marburg zu Alba Berlin und wurde mit den Hauptstädterinnen 2024 deutsche Meisterin.